# لالیتا پاوار
لالیتا پاوار (انگلیسی: Lalita Pawar; ۱۸ آوریل ۱۹۱۶ – ۲۴ فوریهٔ ۱۹۹۸) هنرپیشه اهل کشور هند بود. وی بین سال‌های ۱۹۲۸ تا ۱۹۹۷ میلادی فعالیت می‌کرد.

## قسمتی از فیلمشناسی
- سوجاتا
- استاد لاف زدن
- آقای ۴۲۰
- سنگام
- پروفسور
- شمال و جنوب
- دیوانه
- ساده‌لوح
- پدر عزب
- کشوری که گنگ در آن جریان دارد
- گل و سنگ
- شیر
- خانه جهان
- خانم و آقای ۵۵
- پرورش
- کانهایا
- یک دل صد افسانه
- ماجلی دیدی
- جنگلی
- چشم‌ها
- خاموشی
- عصر جدید
- کرم شب‌تاب
- زلزله
- دختر رویایی
- چشم ذهن
- مردم حولدار
- حقیقت دروغین
- برای سرگرمی
- برادر
- لکه‌دار
- عشق در توکیو
- شعله
- نیلوفر آبی
- بارش
- داماد
- چراغ
- جومرو
- خاندان
- توبه
- امید
- باهو بیگم
- روزهای زیادی گذشت
- خال هندو
- قطره‌ای که مروارید شد
- پیرمرد پیدا شد
- دور به دور
- سایه
- الهه

## جوایز
وی در طول سال‌های فعالیتش برندهٔ جوایزی همچون جوایز فیلم‌فیر شده‌است.